# 부작위위법확인소송
부작위위법확인소송(不作爲違法確認訴訟)은 부작위의 위법을 확인함으로써 행정청의 응답을 신속하게 하여 부작위 내지 무응답이라고 하는 소극적인 위법상태를 제거하는 것을 목적으로 하는 것이고, 나아가 당해 판결의 구속력에 의하여 행정청에게 처분 등을 하게 하고 다시 당해 처분 등에 대하여 불복이 있는 때에는 그 처분 등을 다투게 함으로써 최종적으로는 국민의 권리이익을 보호하려는 제도이다.

## 요건
부작위위법확인소송이 적법하기 위해선 대상적격, 원고적격, 협의의 소의 이익, 피고적격, 예외적 행정심판전치주의, 제소기간 등을 갖추어야 한다. 대한민국 행정소송법 제2조 제1항 제2호는 부작위위법확인소송의 대상이 되는 부작위에 대하여 행정청이 당사자의 신청에 대하여 상당한 기간내에 일정한 처분을 하여야 할 법률상 의무가 있음에도 불구하고 이를 하지 아니하는 것을 말한다고 정의하고 있다.

## 사례
갑이 단란주점을 경영하기 위하여 구청장에게 단란주점영업허가를 신청하였는데 구청장이 아무런 조치(허가나 거부)도 취하지 아니한 채 가만히 있으면 이에 대한 부작위위법확인소송을 제기할 수 있다.

## 소송요건(본안판단의 전제조건)
- 부작위의 존재하고
- 관할법원에
- 원고가 피고를 상대로
- 경우에 따라서는 일정한 기간 내에
- 소장을 제출하여야 하고
- 경우에 따라서는 행정심판전치를 거쳐야 하고
- 확인을 구할 이익이 있어야 하며
- 당사자 사이의 소송대상에 대하여 기판력 있는 판결이 없어야 하며 또한 중복제소도 아니어야 한다.

## 본안요건
이유의 유무

## 판례

### 원고적격
행정소송법상 취소소송이나 부작위위법확인소송에 있어서는 당해 행정처분 또는 부작위의 직접 상대방이 아닌 제3자라 하더라도 그 처분의 취소 또는 부작위위법확인을 받을 법률상의 이익이 있는 경우에는 원고적격이 인정되나 여기서 말하는 법률상의 이익은 그 처분 또는 부작위의 근거법률에 의하여 보호되는 직접적이고 구체적인 이익을 말하고, 간접적이거나 사실적, 경제적 관계를 가지는데 불과한 경우는 포함되지 않는다.

### 환부신청
무죄가 선고되어 확정되었다면 형사소송법 제332조 규정에 따라 검사가 압수물을 제출자나 소유자 기타 권리자에게 환부하여야 할 의무가 당연히 발생한 것이고, 권리자의 환부신청에 대한 검사의 환부결정 등 어떤 처분에 의하여 비로소 환부의무가 발생하는 것은 아니므로 압수가 해제된 것으로 간주된 압수물에 대하여 피압수자나 기타 권리자가 민사소송으로 그 반환을 구함은 별론으로 하고 검사가 피압수자의 압수물 환부신청에 대하여 아무런 결정이나 통지도 하지 아니하고 있다고 하더라도 그와 같은 부작위 현행 행정소송법상의 부작위위법확인소송의 대상이 되지 아니한다

### 제소기간
당사자가 동일한 신청에 대하여 부작위위법확인의 소를 제기하였으나 그 후 소극적 처분이 있다고 보아 처분취소소송으로 소를 교환적으로 변경한 후 여기에 부작위위법확인의 소를 추가적으로 병합한 경우, 최초의 부작위위법확인의 소가 적법한 제소기간 내에 제기된 이상 그 후 처분취소소송으로의 교환적 변경과 처분취소소송에의 추가적 변경 등의 과정을 거쳤다고 하더라도 여전히 제소기간을 준수한 것으로 봄이 상당하다.

## 같이 보기
- 행정소송
- 의무이행소송
- 무효등확인소송
- 선언적 판결
- 의무이행심판